# Site fossilifère de Chengjiang
Le site fossilifère de Chengjiang est un bien naturel du patrimoine mondial en république populaire de Chine, inscrit en 2012. Ce site préserve les schistes de Maotianshan, une série de dépôts du Cambrien inférieur, datés entre 525 et 520 millions d'années, renfermant des fossiles d'organismes au corps mou. La faune préservée est connue sous le nom de « faune de Chengjiang ».
.